# Угорске
Угорске (словац. Uhorské, угор. Ipolymagyari) — село, громада в окрузі Полтар, Банськобистрицький край, центральна Словаччина. Кадастрова площа громади — 24,61 км². Населення — 532 особи (за оцінкою на 31 грудня 2017 р.). Протікає Угорський потік.
Перша згадка 1332 року.

## Географія
Протікають річки Држково і Златна.

## Населення
| Рік:            | 1994. | 2004.   | 2014.   | 2024.   |
| --------------- | ----- | ------- | ------- | ------- |
| Кількість осіб: | 560   | 594     | 544     | 494     |
| Різниця:        |       | +6,07 % | -8,41 % | -9,19 % |

| Рік:            | 2023. | 2024.   |
| --------------- | ----- | ------- |
| Кількість осіб: | 506   | 494     |
| Різниця:        |       | -2,37 % |